# Batalla de Osijek
La Batalla de Osijek (en croata: Bitka za Osijek) fue el bombardeo de artillería de la ciudad croata de Osijek por el Ejército Popular Yugoslavo (JNA) que tuvo lugar de agosto de 1991 a junio de 1992 durante la Guerra de Independencia croata. Los bombardeos alcanzaron su punto máximo a finales de noviembre y diciembre de 1991, y luego disminuyeron en 1992 después de que los combatientes aceptaran el plan Vance. Los ataques aéreos y los ataques de la infantería y las unidades blindadas de la JNA contra objetivos de la ciudad acompañaron a los bombardeos, que causaron aproximadamente 800 muertes y provocaron la huida de una gran parte de la población de la ciudad. Fuentes croatas estimaron que se dispararon 6.000 proyectiles de artillería contra Osijek durante el período.
Después de que el JNA capturara Vukovar el 18 de noviembre de 1991, Osijek fue el siguiente objetivo de su campaña en Croacia. Las unidades del JNA subordinadas al 12º cuerpo en (Novi Sad), apoyadas por la Guardia Voluntaria Serbia, lograron modestos avances a finales de noviembre y principios de diciembre, capturando varias localidades al sur de Osijek, pero el ejército croata mantuvo su frente defensivo y limitó los avances del JNA.
Tras la batalla de Osijek, las autoridades croatas acusaron a trece oficiales del JNA de crímenes de guerra contra civiles, pero hasta la fecha no se han realizado detenciones. Las autoridades croatas también acusaron al comandante de la defensa de Osijek en tiempo de guerra, Branimir Glava, y a otras cinco personas de crímenes de guerra cometidos en la ciudad en 1991. Los cinco fueron condenados y recibieron sentencias de entre ocho y diez años, y en marzo de 2015 se estaban llevando a cabo procedimientos judiciales contra Glava.

## Antecedentes
En 1990, tras la derrota electoral del gobierno de la República Socialista de Croacia, las tensiones étnicas empeoraron. El Ejército Popular Yugoslavo (Jugoslovenska Narodna Armija - JNA) confiscó las armas de la Defensa Territorial de Croacia (Teritorijalna obrana - TO) para minimizar la posible resistencia. El 17 de agosto de 1990, la escalada de tensiones se convirtió en una revuelta abierta de los serbios de Croacia. La revuelta tuvo lugar en las zonas predominantemente serbias del interior de Dalmacia en torno a Knin y en partes de las regiones de Lika, Kordun, Banovina y el este de Croacia. En enero de 1991, Serbia, apoyada por Montenegro y las provincias serbias de Vojvodina y Kosovo, hizo dos intentos infructuosos de obtener la aprobación de la Presidencia yugoslava para desplegar al JNA a fin de desarmar las fuerzas de seguridad croatas.
Después de una escaramuza incruenta entre los insurgentes serbios y la policía especial croata en marzo, el propio JNA, apoyado por Serbia y sus aliados, pidió a la Presidencia federal que le concediera poderes de guerra y declarara el estado de emergencia. La solicitud fue denegada el 15 de marzo de 1991, y el JNA pasó a estar bajo el control del presidente serbio Slobodan Milošević en el verano de 1991 cuando la federación yugoslava comenzó a desmoronarse. A finales de mes, el conflicto se había intensificado, resultando en las primeras muertes de la guerra. El JNA intervino entonces para apoyar a los insurgentes y evitar que la policía croata interviniera. A principios de abril, los líderes de la revuelta serbia en Croacia anunciaron su intención de integrar las zonas bajo su control con Serbia. El Gobierno de Croacia consideró esto como un acto de secesión.

## Cronología

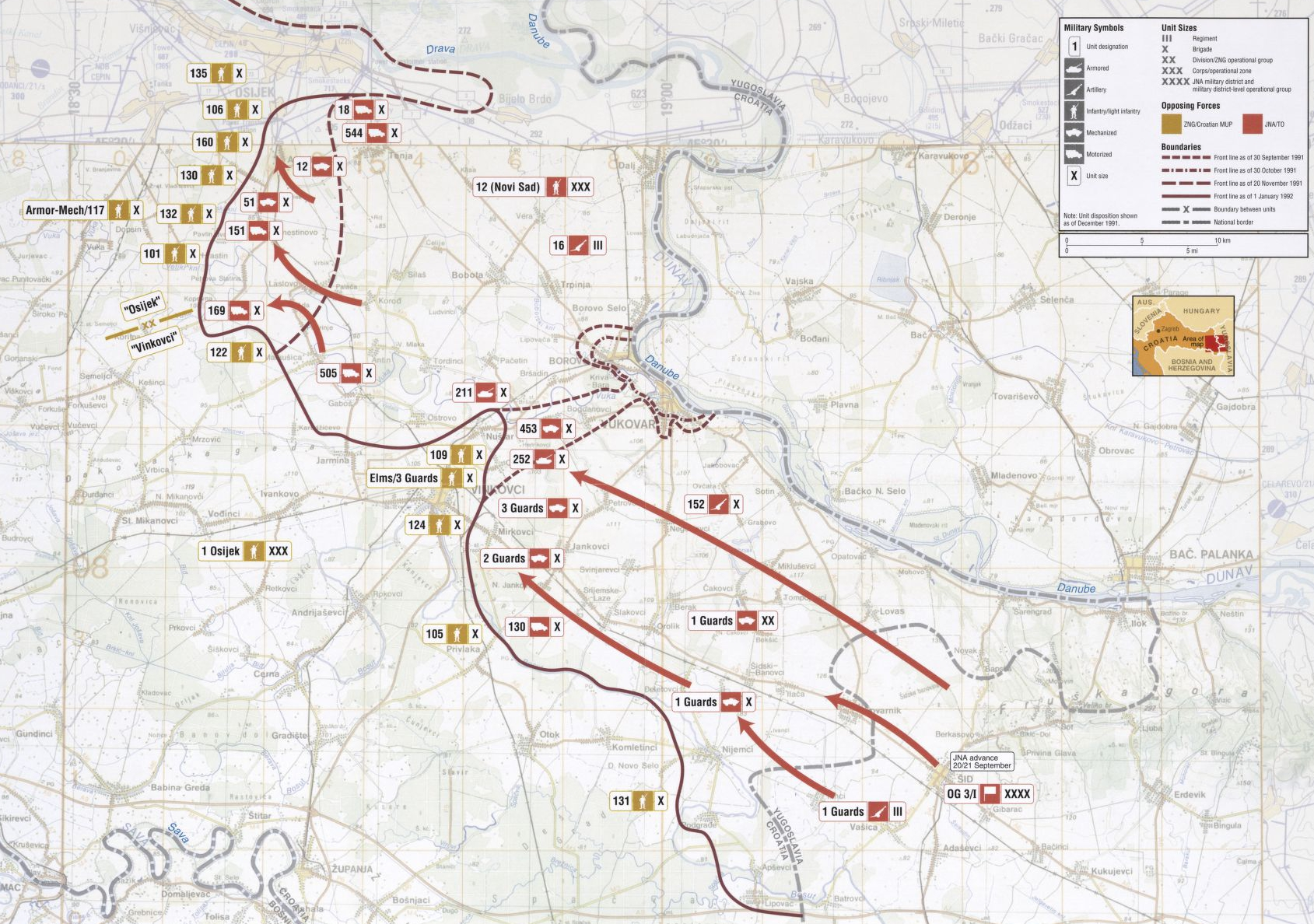
Mapa que muestra los combates en Eslavonia oriental, septiembre de 1991 - enero de 1992; Osijek se encuentra en la protuberancia (saliente) cerca de la parte superior del mapa

El AEJ intervino directamente contra Croacia por primera vez el 3 de julio de 1991, expulsando a las fuerzas croatas de Baranja, al norte de la ciudad de Osijek, y de Erdut, Aljamas y Dalj al este de Osijek. Al avance le siguieron combates intermitentes alrededor de Osijek, Vukovar y Vinkovci. En varios puntos, las posiciones de la N se acercaron a variunosntos de metros de los límites de la ciudad de Osijek..
Las unidades del JNA situadas cerca de Osijek estaban subordinadas al 12º Cuerpo (Novi Sad), comandado por el General de División Andrija Biorčević. En la ciudad misma, el JNA tenía varios cuarteles que albergaban la 12.ª Brigada Mecanizada Proletaria y el 12º Regimiento de Artillería Mixta. La 12.ª Brigada Mecanizada Proletaria contenía uno de los pocos batallones mantenidos por el JNA en plena disposición de combate. Osijek se estableció como su punto de partida en una ofensiva planeada hacia el oeste, hacia Naosice y Bjelovar.
Las fuerzas croatas en el área estaban formalmente subordinadas al Comando de la Zona Operativa en Osijek, encabezado por el Coronel Karl Gorinsk. En la práctica, la defensa de la ciudad fue supervisada por Branimir Glava, entonces jefe de la Oficina de Defensa Nacional en Osijek, según la información presentada en el juicio de Glava en la década de 2000. Glava se convirtió formalmente en comandante de las defensas de la ciudad el 7 de diciembre de 1991.

### Bombardeo de la ciudad

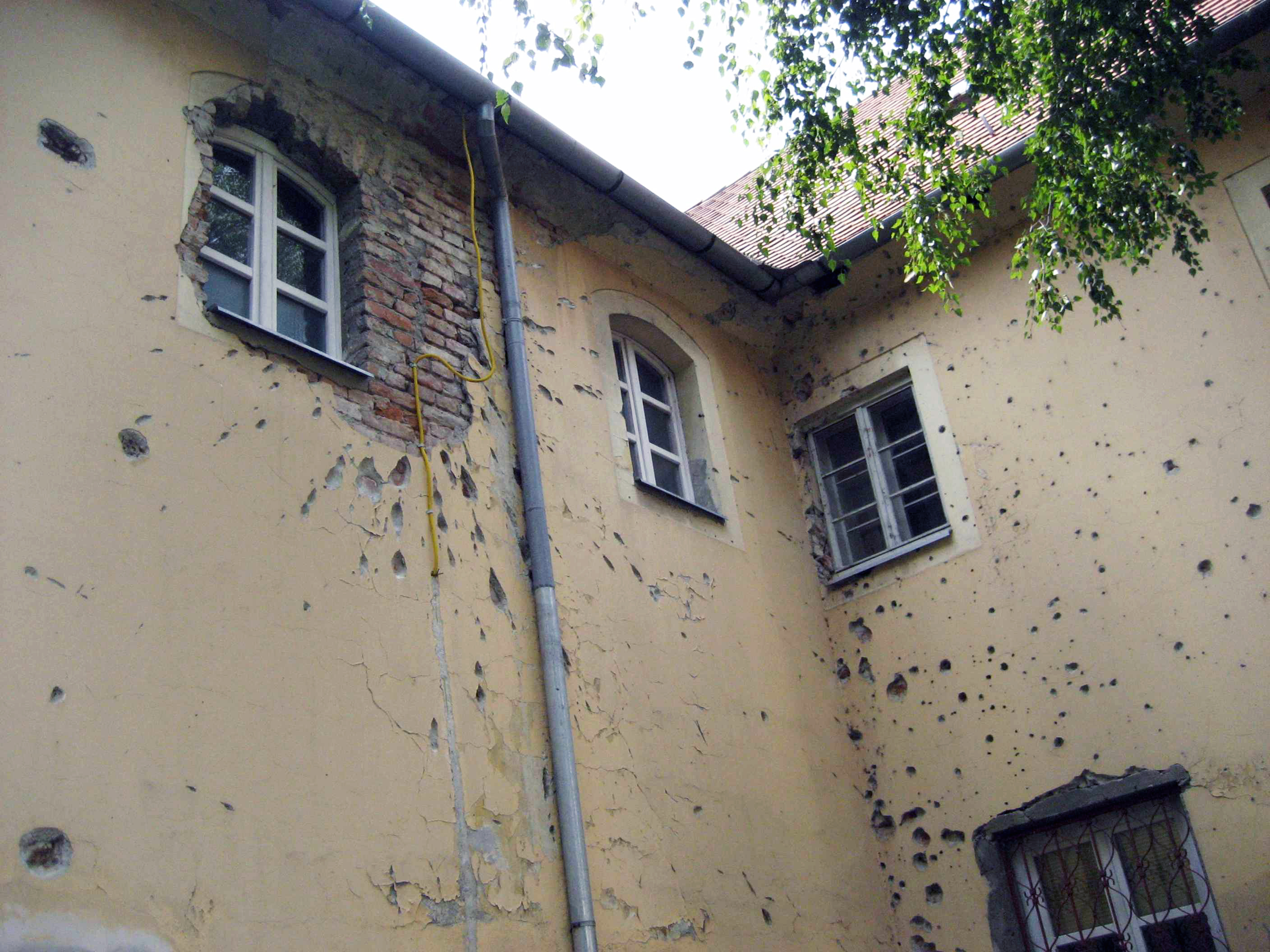
Reparación parcial de los daños causados por los bombardeos en Osijek

El JNA atacó por primera vez Osijek con fuego de mortero el 31 de julio de 1991, y bombardeó fuertemente el centro de la ciudad el 19 de agosto de 1991. Los ataques procedían de posiciones al norte, al este y al sur de Osijek, y fueron apoyados por las guarniciones del JNA estacionadas en la propia Osijek. Del 7 al 9 de septiembre se libró una batalla no concluyente en Tenja, a menos de tres kilómetros de la ciudad. Las guarniciones del JNA fueron sitiadas por las fuerzas croatas a mediados de septiembre. Después de que fuera capturado un cuartel en el centro de la ciudad el 15 de septiembre de 1991, la guarnición restante del JNA intentó  atravesar las tropas croatas que asediaban el cuartel y, después de intensos combates, llegó a las posiciones de la JNA al sur de Osijek el 17 de septiembre de 1991. La intensidad del bombardeo aumentó a partir de entonces, alcanzando su punto máximo en noviembre y diciembre. Después de que se acordara un alto el fuego en enero de 1992, tras la aceptación del plan Vance, los ataques de artillería disminuyeron y se hicieron intermitentes, y cesaron en junio.
Se informó de que, durante su apogeo, la intensidad del bombardeo llegó a ser de hasta un proyectil por minuto, y los ataques de artillería se vieron agravados por los ataques de la Fuerza Aérea Yugoslava contra la ciudad. Según fuentes croatas, se dispararon un total de 6.000 proyectiles de artillería contra Osijek en el período. Antes de que comenzara el bombardeo, la población civil de Osijek ascendía a 104.761 habitantes de la ciudad y 129.792 residentes municipales. Estas cifras se redujeron considerablemente cuando los civiles huyeron de los combates. Se estima que a fines de noviembre sólo quedaba en la ciudad alrededor de un tercio de la población, y algunas fuentes sitúan la estimación en un nivel aún más bajo, lo que sugiere que la población de la ciudad se redujo a sólo 10.000 civiles durante los períodos más intensos del bombardeo. Los que permanecieron en Osijek durante los combates generalmente durmieron en refugios contra bombardeos.

### Ofensiva terrestre
Después de que el JNA capturara Vukovar el 18 de noviembre, el 12º cuerpo del JNA (Novi Sad), apoyado por los paramilitares serbios de la Guardia de Voluntarios entrenados por el Ministerio del Interior de Serbia, comenzó a avanzar hacia el oeste entre Vinkovci y Osijek el 20 de noviembre. La ciudad de Osijek parecía ser el siguiente objetivo del JNA, lo que fue confirmado más tarde por el General  Života Panić, comandante del 1er Distrito Militar del JNA..
El 21 de noviembre de 1991, el JNA capturó las localidades de Stari Seleš, Novi Seleš y Ernestinovo, situadas a unos diez kilómetros al sur de Osijek. Laslovo, a cinco kilómetros al sur de Ernestinovo, fue capturado tres días después. Esos acontecimientos amenazaban a Đakovo y apuntaban al posible cerco de Osijek. El 4 de diciembre de 1991, el Enviado Especial del Secretario General de las Naciones Unidas, Cyrus Vance, visitó Osijek para inspeccionar los daños..
A principios de diciembre, el JNA hizo modestos avances, capturando a Antunovac situado a seis kilómetros (3,7 millas) al sur de Osijek el 5 de diciembre de 1991. Ese mismo día, una fuerza blindada del JNA atacó sin éxito las posiciones de la 106.ª Brigada Croata en el bosque de Rosinjača cerca de Nemetin, aproximadamente a dos kilómetros al este de Osijek. El 6 de diciembre, el JNA expulsó a las tropas croatas de Tenja, seguido de un fuerte ataque contra Osijek repelido por el ejército croata (Hrvatska vojska - HV) el 7 de diciembre. El 11 de diciembre, el personal del HV entró en la aldea de Paulin Dvor, situada en el frente, a menos de tres kilómetros al oeste de Ernestinovo, y ejecutó sumariamente a 19 civiles (18 serbios y un húngaro). El JNA capturó Paulin Dvor cinco días más tarde, el 16 de diciembre, y atacó de nuevo Osijek. El HV logró contener el ataque, aunque los combates continuaron al sur de Osijek hasta enero de 1992.

### Operación Rayo del Diablo
Los avances del JNA al norte de Osijek amenazaron el control del HV de una estrecha cabeza de puente sostenida a través del río Drava que bordea el borde norte de la ciudad. A mediados de diciembre la cabeza de puente se redujo a una franja de tierra frente a Osijek, que abarca los asentamientos suburbanos de Podravlje y Tvrđavica. A fin de eliminar la amenaza, el HV lanzó una ofensiva con el nombre en clave de Operación Rayo del Diablo (en croata: Operacija Đavolja greda) los días 17 y 18 de diciembre. La ofensiva, en la que participaron el primer batallón de la 135ª Brigada, elementos del batallón Frankopan de las fuerzas especiales y la unidad especial de policía de Orao con base en Osijek, la flotilla del río Drava, la artillería de la 106.ª Brigada y personal de la 4ª comisaría de policía de Beli Manastir, empujó con éxito al JNA hacia el norte, a través del lago Stara Drava situado aproximadamente a cuatro kilómetros al norte de Osijek. El JNA también se retiró de la aldea de Kopačevo hacia Darda y Vardarac, pero el HV no tenía suficientes recursos para explotar su ventaja. El HV perdió ocho soldados en la ofensiva, pero el avance del JNA hacia Osijek desde el norte se detuvo.

## Consecuencias
En junio de 1992, aproximadamente 800 personas habían muerto por el bombardeo. Al final de la guerra de independencia de Croacia en 1995, habían muerto un total de 1.724 personas de Osijek, entre ellas 1.327 soldados y 397 civiles. La propia ciudad sufrió grandes daños durante la guerra, y la mayor parte de los daños directos se produjeron como consecuencia del bombardeo de 1991-92. Los daños directos de la guerra sufridos por la ciudad se estimaron en un total de 1.300 millones de dólares. Los daños fueron contabilizados regularmente por 400 voluntarios durante el bombardeo..
Aunque los medios de comunicación informaron sobre el bombardeo de Osijek, los periodistas de la propia ciudad consideraron que estaba recibiendo un nivel de cobertura mediática indebidamente bajo en comparación con los acontecimientos de la guerra en otras partes de Croacia. Los ataques contra Osijek fueron acogidos con satisfacción por el periódico Pravoslavlje, publicado por la Iglesia Ortodoxa Serbia, que parecía bendecir el ataque como parte de una "guerra santa", situándolo en el contexto de las masacres y los campos de concentración de la Segunda Guerra Mundial en el Estado Independiente de Croacia.
El JNA  se retiró de Croacia en 1992, pero siguió aportando personal y equipo al Ejército de la República de la Krajina Serbia (ARSK), que controlaba las zonas que anteriormente estaban en manos del JNA. Aunque el personal de mantenimiento de la paz de la Fuerza de Protección de las Naciones Unidas se desplegó en la zona sobre la base del plan Vance y almacenó la mayor parte del armamento pesado del ARSK, Osijek fue objeto de bombardeos intermitentes durante toda la guerra -el último ataque de artillería se produjo en septiembre de 1995. Las hostilidades cesaron en noviembre de 1995 mediante el Acuerdo de Erdut que aseguró el restablecimiento del dominio croata en la región.
En noviembre de 2010, el entonces presidente croata Ivo Josipović se disculpó oficialmente por la masacre de Paulin Dvor, poco después de que su homólogo serbio Boris Tadić emitiera una disculpa formal por la masacre de Vukovar.

### Juicios por crímenes de guerra
En 2008, las autoridades croatas acusaron formalmente al coronel Boro Ivanović, comandante de la 12.ª Brigada Mecanizada Proletaria del JNA, y a otros doce oficiales del JNA de crímenes de guerra contra la población civil. Los cargos incluyen la muerte de 307 civiles en Osijek y zonas circundantes, lesiones a otros 171 civiles y la destrucción de al menos 1.188 estructuras diferentes. En 2013, todos los oficiales acusados seguían en libertad en Serbia .
En 2005, el Tribunal de Distrito de Osijek condenó al ex soldado croata Nikola Ivanković por su participación en los asesinatos de Paulin Dvor y lo sentenció a 15 años de prisión. En 2012, Enes Vitesković también fue condenado por su participación en la atrocidad, y se le impuso una pena de once años.
Después de la guerra, cinco combatientes croatas fueron acusados y condenados por once cargos de asesinato, uno de intento de asesinato y uno de tortura de civiles serbios que se encontraban en el cuartel del JNA, que se rindió el 15 de septiembre de 1991. Fueron condenados a penas de prisión de entre cinco y ocho años. Glava, que fue juzgado junto a ellos por los mismos crímenes, recibió una sentencia de diez años. Antes de que la condena fuera definitiva en 2009, y para evitar la extradición, Glavaš huyó a Bosnia y Herzegovina, que le había concedido la ciudadanía. Su sentencia se redujo a ocho años y se convirtió en definitiva en 2010, cuando fue arrestado y encarcelado en Bosnia y Herzegovina. En enero de 2015, la condena fue anulada por el Tribunal Constitucional de Croacia, en espera de un nuevo juicio ante el Tribunal Supremo de Croacia.

## Otras lecturas
- Blaskovich, Jerry (1997). Anatomy of Deceit: An American Physician's First-Hand Encounter With the Realities of the War in Croatia. Sonoma, California: Dunhill Publishing. ISBN 978-0-935016-24-6. – Chapter 6: The Devastation of Osijek and the Smoldering Ashes of Vukovar

- Datos: Q4111833